# Fregata
Fregata es un género de aves suliformes, el único  de la familia Fregatidae, conocidas vulgarmente como rabihorcados o fragatas. Viven en zonas tropicales de los océanos Pacífico y Atlántico.

## Características

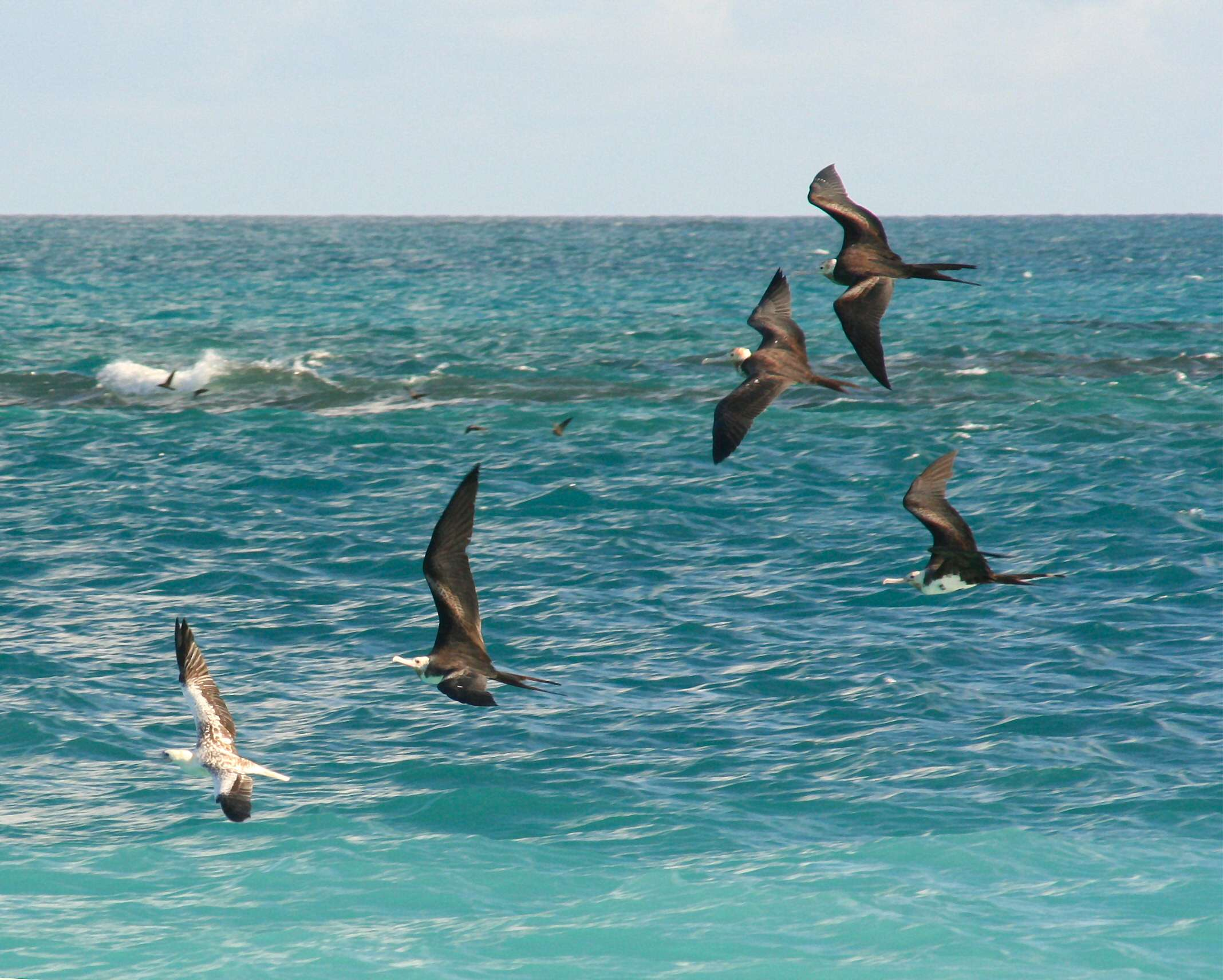
Grandes fragatas persiguen a los piqueros para robar comida (cleptoparasitismo)

Pueden ser de color negro y rojo. Todas ellas son de gran tamaño: suelen tener una envergadura de alas de más de 1,80 m, aunque su esqueleto puede pesar escasamente 1,14 kg. Esta asombrosa combinación de tamaño y ligereza les permite planear sin esfuerzo sobre el mar, donde vigilan atentamente a otras aves: si una fregata ve a otra ave capturando un pez, se lanza a acosarla hasta obligarla a soltar su presa, y hábilmente atrapa el pez antes de que este caiga al agua.
Anidan en árboles y arbustos, y los machos atraen a las hembras inflando una bolsa que tienen en la garganta, que parece un globo rojo. Casi nunca se posan en el agua.

## Taxonomía
Se reconocen cinco especies de Fregata:
- Fregata andrewsi - rabihorcado de la isla Navidad
- Fregata aquila - rabihorcado de Ascensión
- Fregata ariel - rabihorcado chico
- Fregata magnificens - rabihorcado real
- Fregata minor - rabihorcado grande

## Distribución y hábitat
Las fregatas se encuentran sobre los océanos tropicales, y montan en corrientes ascendentes cálidas bajo cúmulos de nubes. Su área de distribución coincide con la disponibilidad de alimentos, como los peces voladores, y con los vientos alisios, que proporcionan las condiciones de viento que facilitan su vuelo. Son raros vagabundos en regiones templadas y no se encuentran en latitudes polares. Los adultos son generalmente sedentarios, permaneciendo cerca de las islas donde se reproducen. Sin embargo, se han registrado machos de fregatas que se dispersan a grandes distancias después de abandonar una colonia de cría: un macho de fregata grande se reubicó desde la isla de Europa en el canal de Mozambique hasta las Maldivas 4400 km (2734,0 mi), y un macho de fregata magnífica voló 1400 km desde la Guayana Francesa hasta Trinidad. En 2015, se avistó una magnífica fregata hasta el norte de Míchigan. Se descubrió que las grandes fregatas marcadas con etiquetas de alas en la isla Tern en los French Frigate Shoals viajaban regularmente el 873 km (542,5 mi) hasta el Johnston Atoll, aunque se informó de uno en Quezon City en las Filipinas. Las pruebas genéticas parecen indicar que la especie es fiel a su lugar de eclosión a pesar de su gran movilidad. Las aves jóvenes pueden dispersarse a lo largo y ancho, con distancias de hasta 6000 km (3728,2 mi) registradas.

## Comportamiento y ecología

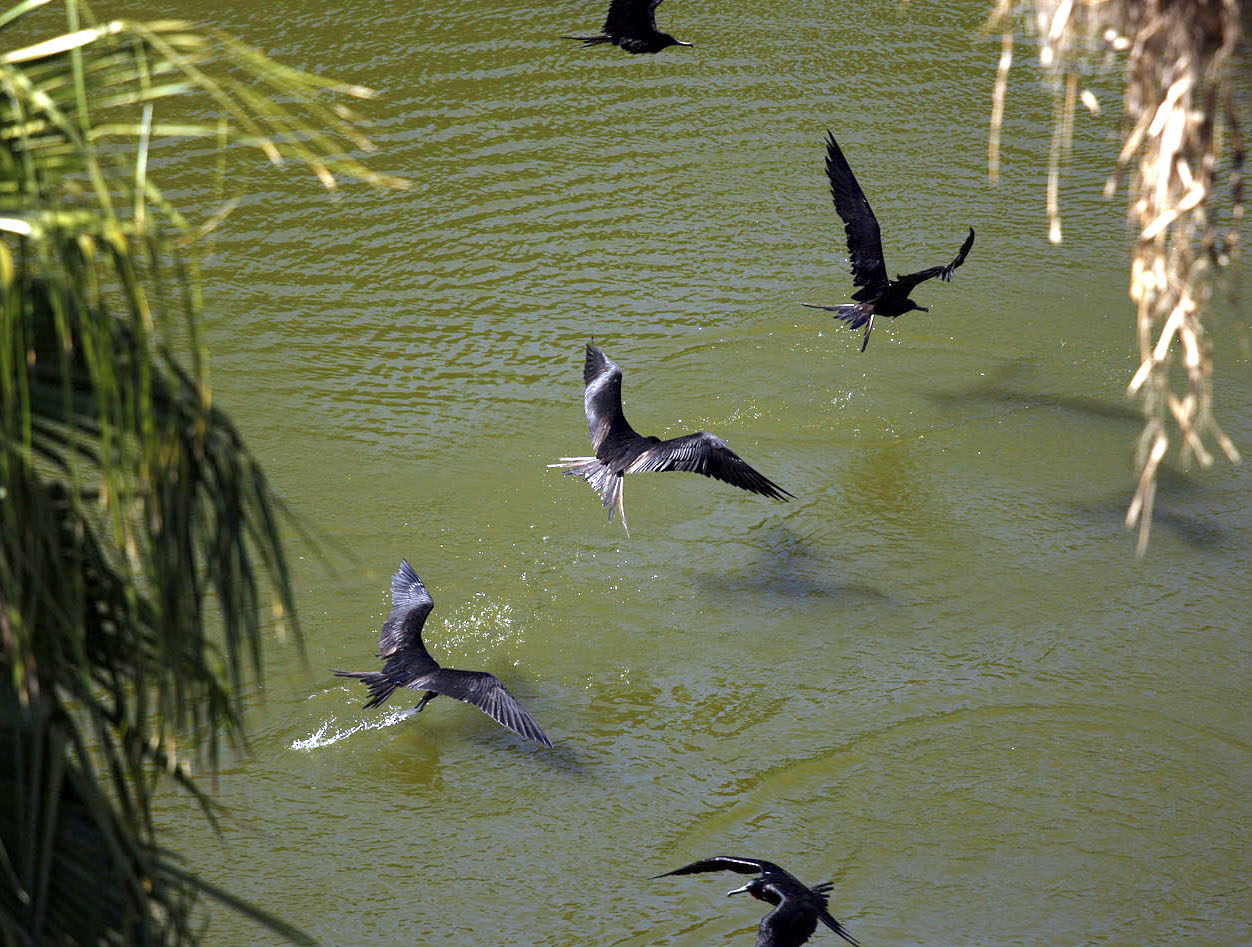
Magnificent frigatebirds drinking freshwater

Las fregatas, que tienen la mayor relación entre la superficie de las alas y el peso del cuerpo de cualquier ave, son esencialmente aéreas. Esto les permite elevarse continuamente y sólo aletear en raras ocasiones. Una gran fregata, rastreada por satélite en el Océano Índico, permaneció en el aire durante dos meses. Pueden volar a más de 4.000 metros en condiciones de congelación. Al igual que los vencejos son capaces de pasar la noche volando, pero también regresarán a una isla para posarse en los árboles o acantilados.  Las observaciones de campo en el Canal de Mozambique descubrieron que las grandes fregatas podían permanecer en vuelo hasta 12 días mientras buscaban alimento. Muy hábiles, utilizan sus colas bifurcadas para orientarse durante el vuelo y realizan fuertes y profundos batidos de alas, aunque no son aptos para volar mediante aleteo sostenido. Las fregatas se bañan y limpian en vuelo volando bajo y salpicando en la superficie del agua antes de acicalarse y rascarse después. Por el contrario, las fregatas no nadan y con sus cortas patas no pueden caminar bien ni despegar del mar con facilidad.
Según un estudio publicado en la revista Nature Communication, los científicos colocaron un acelerómetro y un electroencefalograma en nueve fregatas para medir si dormían durante el vuelo. El estudio descubrió que las aves sí duermen, pero normalmente sólo utilizan un hemisferio del cerebro a la vez y suelen dormir mientras ascienden a mayores alturas. La cantidad de tiempo que dormían en el aire era inferior a una hora y siempre por la noche.
Se desconoce el promedio de vida, pero en común con aves marinas como el albatros errante y el paiño boreal, las fregatas son longevas. En 2002, se recuperaron 35 fregatas anilladas en la isla Tern en las islas Hawaianas. De ellas, diez eran mayores de 37 años y una tenía al menos 44 años.
A pesar de tener un plumaje oscuro en un clima tropical, las fregatas han encontrado formas de no sobrecalentarse, sobre todo cuando están expuestas a la luz solar cuando están en el nido. Arreglan las plumas para alejarlas de la piel y mejorar la circulación del aire, y pueden extender y levantar las alas para exponer la superficie inferior caliente al aire y perder calor por evaporación y convección. Las fregatas también colocan la cabeza a la sombra de sus alas, y los machos agitan con frecuencia sus bolsas gulares.

### Comportamiento reproductivo

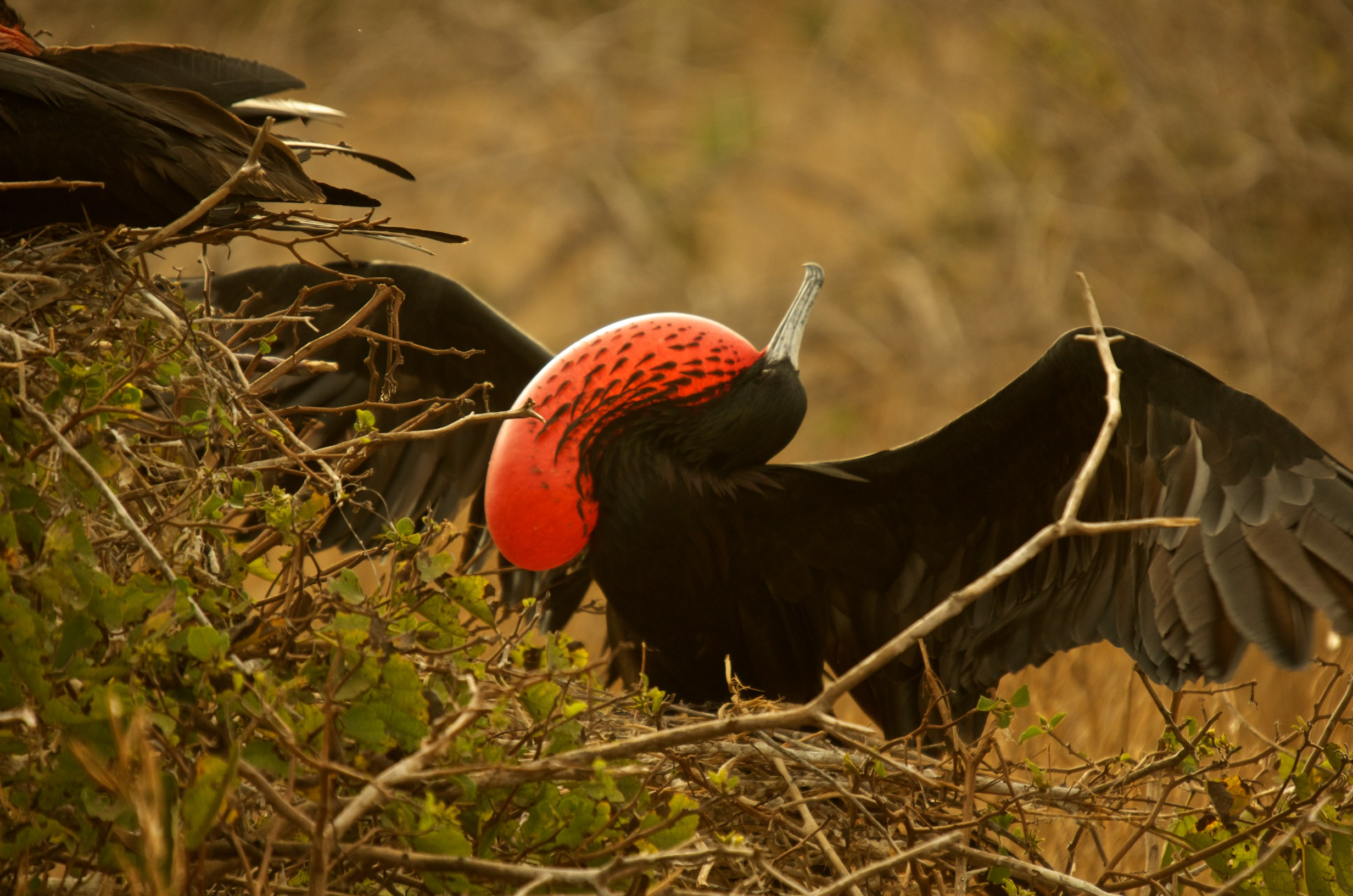
Macho de Fregata Magnificens realizando su exhibición de cortejo.

Las fregatas suelen criar en islas oceánicas remotas, generalmente en colonias de hasta 5000 aves. Dentro de estas colonias, suelen anidar en grupos de 10 a 30 (o raramente 100) individuos. La reproducción puede ocurrir en cualquier momento del año, a menudo impulsada por el comienzo de la estación seca o por la abundancia de alimentos.
Las fregatas tienen las exhibiciones de apareamiento más elaboradas de todas las aves marinas. Los machos se instalan en la colonia en grupos de hasta treinta individuos. Se exhiben ante las hembras que sobrevuelan apuntando sus picos hacia arriba, inflando sus bolsas rojas de la garganta y haciendo vibrar sus alas extendidas, mostrando las superficies inferiores de las alas más claras en el proceso. Producen un sonido de tambor al vibrar sus picos juntos y a veces emiten una llamada silbante. La hembra desciende para unirse a un macho que ha elegido y le permite tomar su pico en el suyo. La pareja también se dedica a "rozar la cabeza" mutuamente.
Después de la cópula, generalmente es el macho el que recoge palos y la hembra la que construye el nido de tejido suelto. El nido se cubre posteriormente con guano y se cementa. Las fregatas prefieren anidar en árboles o arbustos, aunque cuando éstos no están disponibles anidan en el suelo. Ponen un solo huevo blanco que pesa hasta el 6-7% de la masa corporal de la madre, y es incubado por turnos por ambas aves durante 41 a 55 días. Los polluelos altriciales están desnudos al nacer y desarrollan un plumón blanco. Los padres los cuidan continuamente durante las primeras 4-6 semanas y los alimentan en el nido durante 5-6 meses. Ambos padres se turnan para alimentarlos durante los primeros tres meses, después de lo cual la asistencia del macho disminuye dejando a la madre para alimentar a las crías durante otros seis a nueve meses de media. Los polluelos se alimentan metiendo la cabeza en la garganta de sus padres y comiendo la comida parcialmente regurgitada. Se tarda tanto en criar un polluelo que las fregatas suelen criar cada dos años.

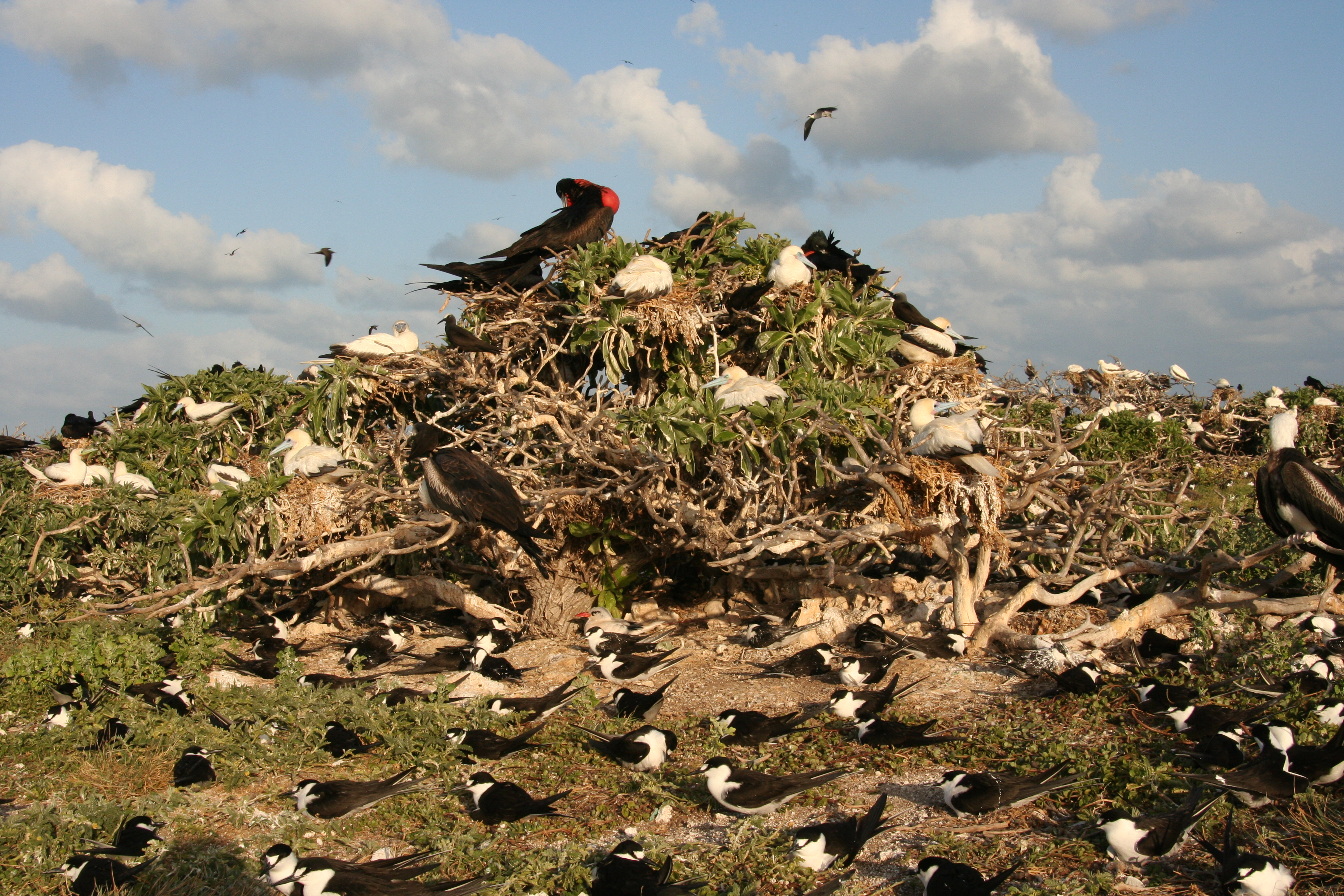
Colonia de aves marinas con fregatas, red-tailed tropicbird, red-footed boobies, sooty terns and black noddies, French Frigate Shoals

La duración de los cuidados parentales en las fregatas es una de las más largas de las aves, sólo rivalizada por el cálao terrestre sureño y algunos grandes accipítridos. Las fragatas tardan muchos años en alcanzar la madurez sexual. Un estudio sobre las grandes fregatas de las Islas Galápagos descubrió que sólo se reproducen una vez que han adquirido el plumaje adulto completo. Las hembras lo alcanzan entre los ocho y los nueve años de edad y los machos entre los diez y los once años.

### Alimentación

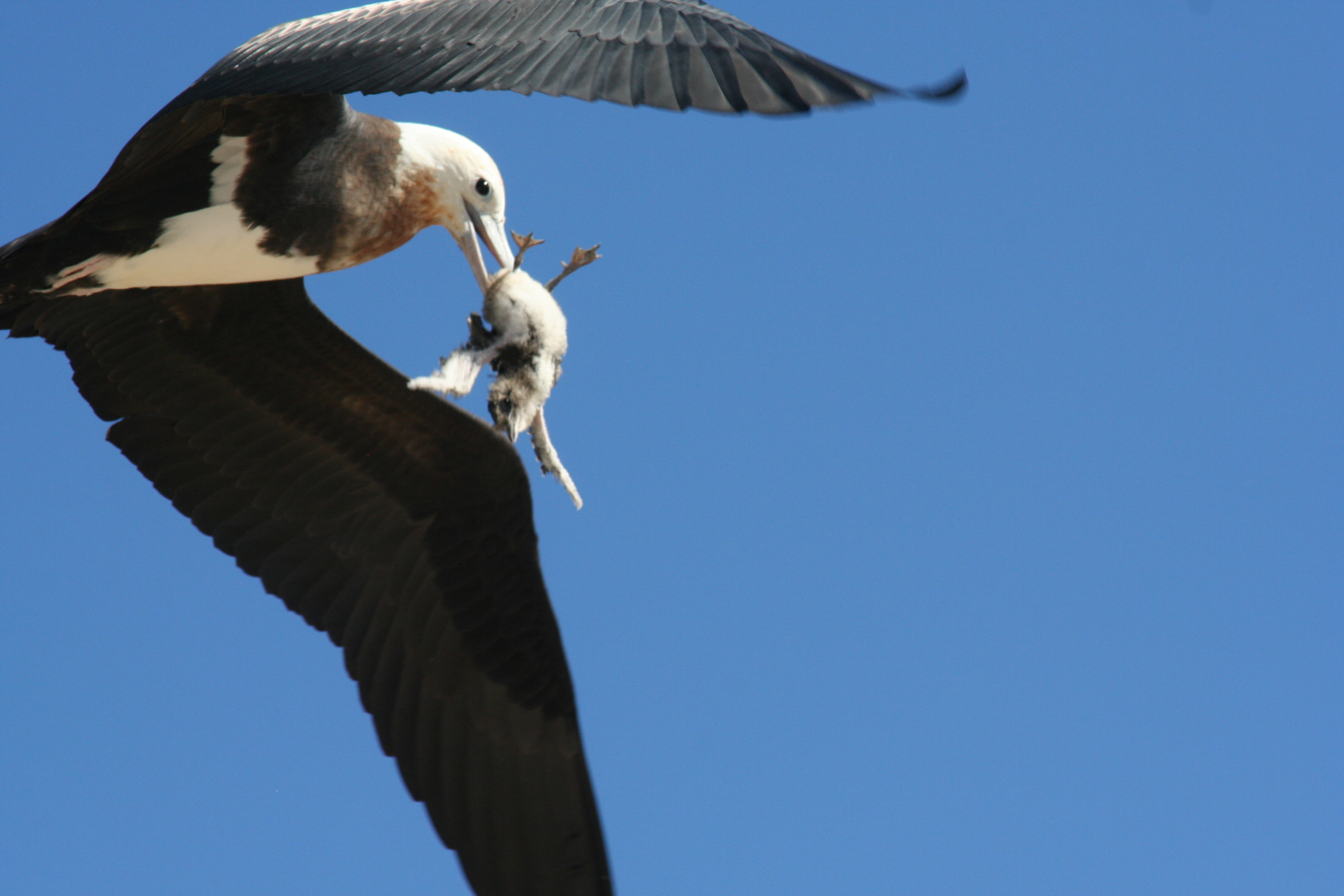
Una fregata inmadura que arrebata un polluelo de charrán de hollín

Los hábitos de alimentación de las fregatas son pelágicas, y pueden buscar alimento hasta 500 km (310 mi) de tierra. No aterrizan en el agua, sino que arrebatan presas de la superficie del océano utilizando su largo y ganchudo pico. Principalmente capturan peces pequeños como peces voladores, en particular los géneros Exocoetus y Cypselurus, que son conducidos a la superficie por depredadores como el atún y el pez delfín, pero también comen cefalópodos, en particular calamares. Menhaden del género Brevoortia puede ser una presa importante cuando es común, y también comen medusas y plancton más grande. Las fregatas han aprendido a seguir a los barcos de pesca y a tomar los peces de las zonas de espera. A la inversa, los pescadores de atún pescan en zonas en las que ven a las fregatas debido a su asociación con grandes depredadores marinos. Las fregatas también se alimentan a veces directamente de los huevos y crías de otras aves marinas, incluidos los piqueros, petreles, pardelas y charranes, en particular el charrán de hollín.
Las fregatas robarán a otras aves marinas como los piqueros, en particular el piquero de patas rojas, las aves tropicales, las pardelas, los petreles, los charranes, las gaviotas e incluso las águilas pescadoras su captura, utilizando su velocidad y maniobrabilidad para dejar atrás y acosar a sus víctimas hasta que regurgiten el contenido de su estómago. Pueden asaltar a sus objetivos después de haber capturado su comida o sobrevolar las colonias de aves marinas esperando a que las aves progenitoras regresen cargadas de comida. Aunque las fregatas son famosas por su comportamiento alimentario cleptoparasitario, no se cree que el cleptoparasitismo desempeñe una parte importante de la dieta de ninguna especie, y es más bien un complemento a la comida obtenida mediante la caza. Un estudio sobre las fregatas grandes que robaban a los masked boobies estimó que las fregatas podían obtener como mucho el 40% de la comida que necesitaban, y de media sólo obtenían el 5%.
A diferencia de la mayoría de las demás aves marinas, las fregatas beben agua dulce cuando la encuentran, descendiendo en picado y engullendo con el pico.

### Parásitos
Las fregatas son inusuales entre las aves marinas porque a menudo son portadoras de parásitos sanguíneos. Se han recuperado protozoos transmitidos por la sangre del género Haemoproteus de cuatro de las cinco especies. Se han recuperado piojos de las aves del género ischnoceran Pectinopygus y del género amblyceran Colpocephalum y de la especie Fregatiella aurifasciata' de las magníficas y grandes fregatas de las Islas Galápagos. Las fregatas tendían a tener más piojos parásitos que los piqueros analizados en el mismo estudio.
En el verano de 2005 se registró una gran mortalidad de polluelos en una importante colonia de la magnífica fregata, situada en la isla del Gran Condestable frente a la Guayana francesa. Los polluelos presentaban lesiones cutáneas nodulares, pérdida de plumas y cambios en la córnea, y alrededor de la mitad de la progenie del año pereció en la colonia. Se aisló un alphaherpesvirus y se denominó provisionalmente herpesvirus Fregata magnificens, aunque no está claro si causó el brote o afectó a aves que ya sufrían desnutrición.